# Sooretama
Sooretama is een gemeente in de Braziliaanse deelstaat Espírito Santo. De gemeente telt 23.761 inwoners (schatting 2009).